# منطقة معرة النعمان
منطقة معرة النعمان منطقة سورية إدارية تتبع محافظة إدلب ومركزها مدينة معرة النعمان، بلغ تعداد سكان المنطقة 371,829 نسمة حسب التعداد السكاني لعام 2004 . 

## نواحي منطقة معرة النعمان
- ناحية مركز معرة النعمان
- ناحية كفر نبل
- ناحية خان شيخون
- ناحية سنجار
- ناحية التمانعة
- ناحية حيش